# AB Doradus
AB Doradus é um sistema estelar formado por três estrelas classificado como estrela pré-sequência principal na constelação de Dorado. O principal é uma estrela de alargamento que mostra aumentos periódicos na atividade.
A estrela principal deste sistema gira a uma taxa de 50 vezes a do Sol e, consequentemente, tem um forte campo magnético.  Possui um maior número de manchas solares do que o Sol, estas podem fazer com que a luminosidade da estrela pareça variar ao longo de cada ciclo orbital. As medições da velocidade de rotação desta estrela no seu equador têm mostrado que varia ao longo do tempo devido ao efeito deste campo magnético. 
O sistema tem três componentes. A estrela binária AB Doradus B orbita a principal a uma distância média de 135 unidades astronômicas (AUS). AB Doradus C é sua companheira próxima que orbita a principal a uma distância de 2,3 UA, e tem um período orbital de 11,75 anos. A terceira estrela está entre as estrelas de menor massa já encontradas. Em uma massa estimada 93 vezes a de Júpiter, está perto do limite de 75-83 massas de Júpiter, abaixo do qual seria classificada como uma anã marrom. 
Este sistema é um membro do Grupo movente AB Doradus, uma associação estelar solta com cerca de 30 estrelas que são todas de aproximadamente a mesma idade e que se deslocam no mesmo sentido geral.  É provável que todas estas estrelas sejam formadas na mesma nuvem molecular gigante.
Um dos mais misteriosos objetos que integram este sistema estelar é o chamado "planeta CFBDSIR 2149-0403". Originalmente encontrado em 2012 por um grupo de astrônomos franceses e canadenses, o objeto enigmático criou um zumbido entre os especialistas. 
De acordo com dados espectroscópicos, os objetos contém metano e água. Além disso, os astrônomos dizem que é um objeto altamente METÁLICO, e é mais maciço do que Júpiter.

Desde a sua descoberta em 2012, os astrônomos determinaram-na a ser um candidato para um "planeta rogue", depois de perceber que era menor do que a classificação de anãs marrons que são mais de 13 vezes maiores do que Júpiter.